# Толмачова Юлія Віталіївна
Толмачова Юлія — волонтер, громадський діяч, засновник та керівник благодійного фонду «Всесвіт Майбутнього» (допомога онкохворим діткам), керівниця Громадської Спілки "Дім Ветерана" м. Житомир, кавалер ордену Княгині Ольги I, II та III ступеня

## Життєпис
Народилась 15 травня в м. Вінниця.
24 березня 2010 року заснувала благодійний фонд «Всесвіт Майбутнього».
З початку війни на Сході України у 2014 році, допомагає військовим на фронті. Під час доставлення гуманітарного вантажу, 8 березня 2017 року разом з Сергієм Адам'яком, потрапила під обстріл ворожого снайпера та отримала важкі поранення.
Окрім допомоги військовим також допомагає мирному населенню та їх дітям, які проживають на лінії фронту.

## Нагороди
- 6 березня 2015 року нагороджена орденом Княгині Ольги III ступеня.[6]
- 2 листопада 2017 року на тринадцятій сесії Житомирської облради була нагороджена орденом Княгині Ольги II ступеня.[7]
- 22 січня 2024 року Указом Президента України №16/2024 нагороджена орденом Княгині Ольги I ступеня.